# Johan 1. af Nassau-Dillenburg
 Johan 1. af Nassau-Dillenburg (omkring 1339 i Dillenburg–4. september 1416 i Herborn) var greve af  Nassau-Dillenburg fra 1350 til 1416. 

## Forældre
Johan 1. var søn af Adelheid af Vianden og Otto 2. af Nassau-Siegen og Nassau-Dillenburg.

## Ægteskab og børn
Johan 1. giftede sig med Margarethe af Mark-Kleve.
Deres sønner blev grever af Nassau-Dillenburg, men det var kun Engelbert 1. af Nassau-Dillenburg, der selv efterlod sig arveberettigede sønner. Derfor blev sønnesønnen Johan 4. af Nassau-Dillenburg regerende greve i 1442.